# Raúl Salazar Santafé
Raúl Salazar Santafé (València, 3 de juny de 1982) és un humorista gràfic i il·lustrador valencià.
Des del 2012 col·labora cada setmana en la revista satírica El Jueves desenvolupant temes d'actualitat i costumisme, a més de la sèrie Las notas del Profesor Migraña. També ha participat en altres publicacions com Muy Interesante, Sensacine o les edicions digitals de Las Provincias i Levante-EMV, així com el webcòmic Aquí Jugó Salenko, dedicat al València CF.

## Obra
| Títol                                     | Any  | Tipus                 | Publicació           |
| ----------------------------------------- | ---- | --------------------- | -------------------- |
| Las notas del Profesor Migraña            | 2016 | Sèrie setmanal        | El Jueves            |
| Cómic para una edición financiera crítica | 2016 | Còmic                 | ADICAE               |
| Glosario de términos financieros          | 2016 | Diccionari il·lustrat | ADICAE               |
| Secuelas Imposibles                       | 2018 | Llibre                | Fandogamia           |
| De Categoria (il·lustracions)             | 2016 | Llibre il·lustrat     | Editorial Sargantana |
| Les Boles del Drac (il·lustracions)       | 2018 | Llibre il·lustrat     | Bromera              |
| Bestiari valencià (il·lustracions)        | 2020 | Llibre il·lustrat     |                      |